# LGBT práva v Kamerunu

Duhová mapa Kamerunu

Lesby, gayové, bisexuálové a translidé (LGBT) se v Kamerunu setkávají s právními komplikacemi neznámými pro většinovou populaci. Mužská i ženská stejnopohlavní sexuální aktivita je v Kamerunu nelegální.

## Zákony týkající se stejnopohlavní sexuální aktivity
Stejnopohlavní sexuální akty jsou nezákonné podle sekce 347-1 trestního zákona a lze za ně uložit až 5 let odnětí svobody a pokutu 20 000 až 200 000 CFA franků.
V květnu 2005 bylo v nočním klubu zadrženo celkem 11 mužů na základě udání ze sodomie. Vláda pak následně přistoupila k lékařským testům se snahou o potvrzení jejich homosexuální aktivity. Od února 2006 byli všichni ve vyšetřovací vazbě s čekáním na soudní líčení naplánované na březen 2006.
Podle odhadů LGBT magazínu The Advocate z r. 2011 byl v Kamerunu na základě sekce 347 odsouzen nejméně tucet mužů. Jedním z nich je Jean-Claude Roger Mbede, kterého místní úřady obvinily a odsoudily ke třem letům v centrální věznici Kondenqui za posílání milostných SMS svému homosexuálnímu partnerovi. Proces se stal terčem odporu ze strany mezinárodních lidskoprávních organizací, včetně Human Rights Watch a Amnesty International, které mu dokonce dali status vězně svědomí. 24. listopadu 2011 byli tři mladí muži odsouzeni k pěti letům za orální sex v zaparkovaném automobilu.
V listopadu 2011 odsoudil kamerunský soud dva mladé muže, kteří byli obviněni z homosexuality nikoli na základě návštěvy nočního klubu, nýbrž na základě jejich chování a vzhledu, k pěti letům vězení. Soudce uvedl, že způsob jejich řeči, ženské oblékání a přílišná péče o vzhled jsou zcela jasným důkazem jejich homosexuality. Odvolací soud později tento verdikt zrušil.

## Britské azylové kauzy
Na začátku června 2010 se podařilo kamerunskému homosexuálovi získat právo na azyl ve Spojeném království kvůli homofobnímu pronásledování. Kamerunský ministr komunikace Issa Tchiroma Bakary odpověděl na soudní výzvu tak, že homosexualita je v Kamerunu definitivně ilegální, ale že by homosexuálové neměli být trestně stíháni za své soukromé aktivity. K případu gay azylanta se vyjádřil tak, že se nemusí bát trestního stíhání. Myslíte si, že je jediným homosexuálním Kameruncem?," zeptal se v závěru své řeči.
V srpnu 2011 se gay Kamerunci podařilo získat právo dočasného azylu ze strany UK Border Agency poté, co jej Air France odmítli vrátit do Yaoundé. V květnu 2012 se UK Border Agendcy rozhodla vrátit žadatele o azyl Ediage Valerie Ekwedde, protože se mu nepodařilo vědomě prokázat, že je skutečně gay. Během zpátečního letu do Kamerunu byl na palubě letadla Air France doprovázen policií, aby nevzbudil "zbytečný rozruch".

## Životní podmínky
Kamerun je obecně konzervativní společnost, ve které je homosexualita odsuzována. V r. 2006 byl publikován seznam nejméně 50 prominentních lidí, kteří se hlásí k homosexualitě. Ti se pak následně stali terčem celospolečnského opovržení kvůli jejich "deviantnímu" chování. Tyto příběhy pak kolovaly všemi médii, což velmi kritizovala rada pro státní komunikaci kvůli porušování práva na soukromí.
Kamerunský soud odsoudil Jeana Pierra Amougou Belinga k pěti měsícům kvůli hanobení Gregoire Owona, vládního ministra zmíněného v tomto seznamu 50 kamerunských homosexuálů.
Zpráva Ministerstva zahraničí Spojených států amerických, oddělení lidských zpráv, z r. 2010 shledala, že homosexuálové jsou obecně velmi málo bráni na vědomí kvůli přetrvávajícím sociálním stigmatům, diskriminací, pronásledování a hrozícímu trestnímu stíhání. Gayové a lesby čelí pronásledování a vydírání ze strany úřadů. Falešná a vykonstruovaná obvinění z homosexuality jsou taktéž hojně používána k šikaně nepřátel či k získávání peněžních prostředků. V r. 2012 byla založená první asociace sdružující lesby a queer ženy "World Queens".
Novinový článek z r. 2013 informoval veřejnost, že kamerunské autority připouštějí veřejné lynčování.

## Souhrnný přehled
| Legální stejnopohlavní styk                                                             | Hrozí smrt (Trest: Pokuta a 5 let vězení nebo veřejné lynčování) |
| Stejný věk legální způsobilosti k pohlavnímu styku pro obě orientace                    | No                                                               |
| Anti-diskriminační zákony v zaměstnání                                                  | No                                                               |
| Anti-diskriminační zákony v přístupu ke zboží a službám                                 | No                                                               |
| Anti-diskriminační zákony v ostatních oblastech (homofobní urážky, zločiny z nenávisti) | No                                                               |
| Stejnopohlavní manželství                                                               | No                                                               |
| Jiná forma stejnopohlavního soužití                                                     | No                                                               |
| Adopce dítěte partnera                                                                  | No                                                               |
| Společná adopce dětí stejnopohlavními páry                                              | No                                                               |
| Gayové a lesby smějí otevřeně sloužit v armádě                                          | No                                                               |
| Možnost změny pohlaví                                                                   | No                                                               |
| Přístup k umělému oplodnění pro lesbické ženy                                           | No                                                               |
| Náhradní mateřství pro gay páry                                                         | No                                                               |
| MSM smějí darovat krev                                                                  | No                                                               |